# 1. Deild 1999
L'edizione 1999 della 1. deild vide la vittoria finale del KÍ Klaksvík.

## Classifica finale
|    | Classifica      | G  | V  | N | P  | GF | GS | Dif | Pt |
| -- | --------------- | -- | -- | - | -- | -- | -- | --- | -- |
| 1  | KÍ Klaksvík     | 18 | 13 | 2 | 3  | 38 | 19 | 19  | 41 |
| 2  | GÍ Gøta         | 18 | 12 | 3 | 3  | 46 | 24 | 22  | 39 |
| 3  | B36 Tórshavn    | 18 | 12 | 2 | 4  | 52 | 22 | 30  | 38 |
| 4  | HB Tórshavn     | 18 | 11 | 4 | 3  | 41 | 16 | 25  | 37 |
| 5  | NSÍ Runavík     | 18 | 6  | 5 | 7  | 25 | 26 | -1  | 23 |
| 6  | VB Vágur        | 18 | 6  | 3 | 9  | 19 | 27 | -8  | 21 |
| 7  | B68 Toftir      | 18 | 5  | 3 | 9  | 22 | 41 | -19 | 18 |
| 8  | B71 Sandur      | 18 | 3  | 5 | 10 | 26 | 45 | -19 | 14 |
| 9  | Sumba           | 18 | 2  | 5 | 11 | 22 | 43 | -21 | 11 |
| 10 | ÍF Fuglafjørður | 18 | 2  | 4 | 12 | 20 | 48 | -28 | 10 |

### Spareggio
Lo spareggio tra la penultima di 1. deild e la seconda di 2. deild fu vinto dal Sumba, che conservò il posto nella massima divisione.
| Data            | Squadra #1 | Risultato | Squadra #2 |
| --------------- | ---------- | --------- | ---------- |
| 9 ottobre 1999  | Leirvík ÍF | 2-1       | Sumba      |
| 16 ottobre 1999 | Sumba      | 5-0       | Leirvík ÍF |

### Verdetti
- KÍ Klaksvík campione delle Isole Fær Øer 1999 e qualificato alla UEFA Champions League 2000-01
- GÍ Gøta qualificato alla Coppa UEFA 2000-01
- B36 Tórshavn qualificato alla Coppa UEFA 2000-01 (finalista della Coppa delle Isole Fær Øer, vinta dal KÍ Klaksvík, già qualificato alla Champions League)
- HB Tórshavn qualificato alla Coppa Intertoto 2000
- ÍF Fuglafjørður retrocesso in 2. deild